# Домашний чемпионат Великобритании 1895
Домашний чемпионат Великобритании 1895 — двенадцатый розыгрыш Домашнего чемпионата, футбольного турнира с участием сборных четырёх стран Великобритании (Англии, Шотландии, Уэльса и Ирландии) Победителем турнира в седьмой раз в своей истории стала сборная Англии, которая по ходу соревнования не потерпела ни одного поражения. Также впервые без единого поражения завершила турнир сборная Уэльса, что позволило ей занять вторую строчку в таблице совместно со сборной Шотландии. На четвёртом месте осталась сборная Ирландии.
Чемпионат начался домашним матчем англичан против ирландцев, в котором англичане одержали разгромную победу со счётом 9:0. В следующем туре ирландцы в Белфасте сыграли вничью с валлийцами. Сборной Уэльса удалось свести вничью и два следующих матча — против Англии (1:1) и Шотландии (2:2). Валлийцы впервые, таким образом, завершили соревнование без поражений. В предпоследнем туре Шотландия одержала победу над Ирландией, и чемпион должен был определиться в финальном матче против англичан на «Гудисон Парк». Англичане легко разгромили шотландцев со счётом 3:0 и завоевали трофей.

## Таблица
| Поз | Команда    | И | В | Н | П | МЗ | МП | РМ  | О |
| --- | ---------- | - | - | - | - | -- | -- | --- | - |
| 1   | Англия (Ч) | 3 | 2 | 1 | 0 | 13 | 1  | +12 | 5 |
| 2   | Уэльс      | 3 | 0 | 3 | 0 | 5  | 5  | 0   | 3 |
| 2   | Шотландия  | 3 | 1 | 1 | 1 | 5  | 6  | −1  | 3 |
| 4   | Ирландия   | 3 | 0 | 1 | 2 | 3  | 14 | −11 | 1 |

## Матчи
| 9 марта 1895 | Англия                                                                                         | 9:0     | Ирландия | Дерби                                                                     |
| | Торранс 3′ (авт.) · Блумер 4′ 58′ · Бектон 15′ 60′ · Бассетт 30′ · Хауэлл 36′ · Гудолл 65′ 87′ | (отчёт) |          | Стадион: «Каунти Крикет Клаб» Зрителей: 10 000 Судья: Джеймс Г. Робертсон |
| Англия: Джон Сатклифф, Джимми Крэбтри, Боб Холмс, Рэби Хауэлл, Том Крошо, Джимми Тернер, Билли Бассетт, Стив Блумер, Джон Гудолл, Фрэнк Бектон, Джо Скофилд Ирландия: Том Гордон, Хью Гордон, Сэм Торранс, Хайми Макки, Боб Милн, Джек Бернетт, Том Моррисон, Джордж Гэффикин, Олферт Стэнфилд, Вилли Шеррард, Том Джордан |                                                                                                |         |          |                                                                           |

| 16 марта 1895 | Ирландия                     | 2:2     | Уэльс           | Белфаст                                                   |
| | Гаукроджер 32′ · Джордан 42′ | (отчёт) | Трейнер 10′ 85′ | Стадион: «Солитьюд» Зрителей: 6000 Судья: Уильям Г. Джоуп |
| Ирландия: Том Скотт, Джек Понсонби, Льюис Скотт, Хайми Макки, Боб Милн, Джек Бернетт, Том Моррисон, Вилли Шеррард, Том Джордан, Джордж Гаукроджер, Джордж Гэффикин Уэльс: Джеймс Трейнер, Смарт Арридж, Джим Эдвардс, Джордж Уильямс, Том Чепмен, Джек Джонс, Билли Мередит, Джо Дейвис, Гарри Трейнер, Уильям Парри, Билли Льюис |                              |         |                 |                                                           |

| 18 марта 1895 | Англия         | 1:1     | Уэльс     | Лондон                                                      |
| | Сэндилендс 74′ | (отчёт) | Льюис 70′ | Стадион: «Куинз Клаб» Зрителей: 13 000 Судья: Томас Р. Парк |
| Англия: Джордж Рейкс, Вон Лодж, Уильям Оукли, Артур Хенфри, Чарльз Рефорд-Браун, Ричард Баркер, Хью Стэнбро, Джеральд Дьюхерст, Гилберт Смит, Роберт Гослинг, Руперт Сэндилендс Уэльс: Джеймс Трейнер, Чарли Парри, Дай Джонс, Джордж Уильямс, Сизар Дженкинс, Джек Джонс, Билли Мередит, Джо Дейвис, Гарри Трейнер, Альберт Прайс-Джонс, Билли Льюис |                |         |           |                                                             |

| 23 марта 1895 | Уэльс                  | 2:2     | Шотландия                | Рексем                                                           |
| | Льюис 10′ · Чепмен 60′ | (отчёт) | Мэдден 15′ · Дайверс 20′ | Стадион: «Рейскорс Граунд» Зрителей: 4000 Судья: Уильям Г. Джоуп |
| Уэльс: Сэмюэл Джонс, Роберт Ллойд, Чарли Парри, Джордж Уильямс, Том Чепмен, Джек Джонс, Джо Дейвис, Бенджамин Льюис, Гарри Трейнер, Билли Льюис, Джек Ри Шотландия: Фрэнсис Барретт, Дональд Силларс, Роберт Глен, Джеймс Симпсон, Уильям Макколл, Алекс Киллор, Джон Файф, Джон Марри, Джон Мэдден, Уильям Соэрс, Джон Дайверс |                        |         |                          |                                                                  |

| 30 марта 1895 | Шотландия                 | 3:1     | Ирландия    | Глазго                                                       |
| | Уокер 20′ 75′ · Лэмби 40′ | (отчёт) | Шеррард 35′ | Стадион: «Селтик Парк» Зрителей: 15 000 Судья: Томас Митчелл |
| Шотландия: Дэн Макартур, Дэниел Дойл, Джок Драммонд, Джеймс Симпсон, Дэвид Расселл, Нилли Гибсон, Джон Тейлор, Томас Уадделл, Джон Макферсон, Джонни Уокер, Уильям Лэмби Ирландия: Том Скотт, Джек Понсонби, Льюис Скотт, Хайми Макки, Том Александр, Том Макклэтчи, Том Моррисон, Вилли Шеррард, Олферт Стэнфилд, Уильям Гибсон, Джеймс Баррон |                           |         |             |                                                              |

| 6 апреля 1895 | Англия                                    | 3:0     | Шотландия | Ливерпуль                                                |
| | Блумер 30′ · Гибсон 35′ (авт.) · Смит 44′ | (отчёт) |           | Стадион: «Гудисон Парк» Зрителей: 42 500 Судья: Джон Рид |
| Англия: Джон Сатклифф, Джимми Крэбтри, Вон Лодж, Эрнест Нидем, Джонни Холт, Джек Ренолдз, Роберт Гослинг, Стив Смит, Джон Гудолл, Билли Бассетт, Стив Блумер Шотландия: Дэн Макартур, Джок Драммонд, Дэниел Дойл, Дэвид Расселл, Джеймс Симпсон, Нилли Гибсон, Уильям Лэмби, Джон Макферсон, Джеймс Освальд, Томас Уадделл, Вилли Галлиленд |                                           |         |           |                                                          |

## Чемпион
| Чемпион Великобритании 1895 |
| Англия Седьмой титул        |

## Бомбардиры
| - 3 гола - Стив Блумер - 2 гола - Фрэнк Бектон - Джон Гудолл - Билли Льюис - Гарри Трейнер - Джонни Уокер - 1 гол - Билли Бассетт - Стив Смит - Руперт Сэндилендс | - 1 гол (продолжение) - Рэби Хауэлл - Джордж Гаукроджер - Том Джордан - Вилли Шеррард - Том Чепмен - Джон Дайверс - Джон Мэдден - Уильям Лэмби - Автогол - Сэм Торранс - Нилли Гибсон |